# 巴克 (奇里基省)
巴克是巴拿马奇里基省巴鲁区的一个城市。 该市面积为75.9平方（29.3平方英里），2010年时人口为7,334，故其人口密度为96.6名居民每平方（250名居民每平方英里）。巴克设立于1997年3月7日，2000年时该市人口为7,101人。